# Ähriger Ehrenpreis
Ähriger Ehrenpreis (Veronica spicata; neu: Pseudolysimachion spicatum), auch Ähriger Blauweiderich oder Ähren-Blauweiderich genannt, ist eine Pflanzenart aus der Gattung Ehrenpreis (Veronica) innerhalb der Familie Wegerichgewächse (Plantaginaceae). Diese seltene Pflanzenart gedeiht auf trocken-mageren Standorten in Eurasien.

## Beschreibung

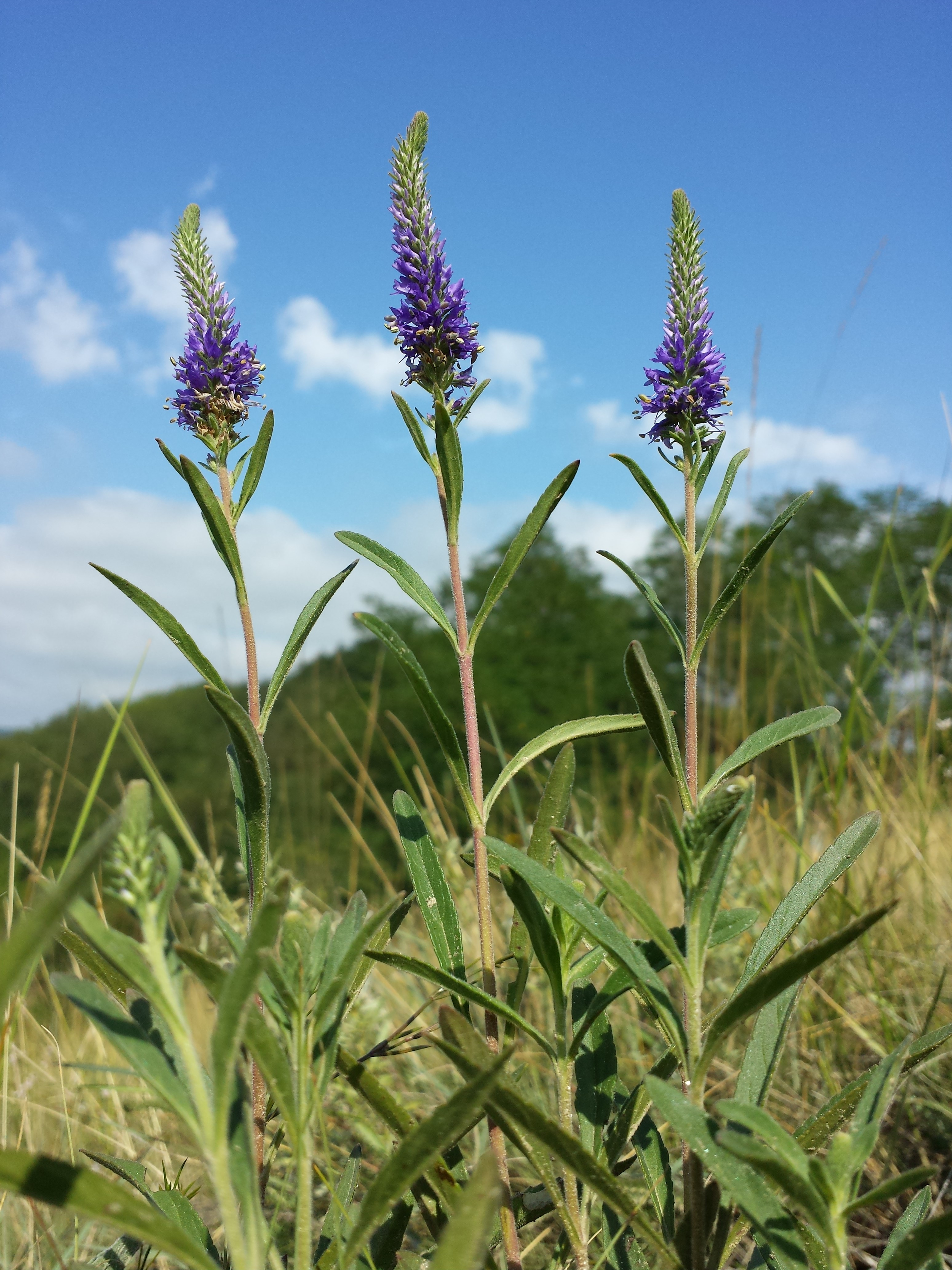
Habitus, Laubblätter und Blütenstände

### Vegetative Merkmale
Beim Ährigen Ehrenpreis handelt es sich um eine ausdauernde krautige Pflanze, die Wuchshöhen von 15 bis 40, selten bis 80 Zentimetern erreicht. Die aufrechten, drüsig-behaarten Stängel weisen im oberen Teil waagerecht abstehende oder aufwärts gekrümmte Haare (Trichome) auf.
Die Laubblätter sind gegenständig am Stängel angeordnet. Die stumpflich-lanzettlichen, behaarten Blattspreiten sind am Rand gekerbt gesägt, weiter oben auch ganzrandig.

### Generative Merkmale
Die Blütezeit reicht von Juni bis September. In den auffälligen, langen, ährigen Blütenständen stehen viele Blüten zusammen. Die Blütenstiele sind kürzer als die Tragblätter und weisen Drüsenhaare auf.
Die zwittrigen Blüten sind zygomorph mit doppelter Blütenhülle. Die Blütenkelche sind behaart. Die hellblauen bis dunkel-blaulilafarbenen Kronblätter sind trichterförmig verwachsen, wobei die Kronröhre länger ist als breit.
Es werden Kapselfrüchte gebildet.

### Chromosomenzahl
Die Chromosomenzahl beträgt 2n = 34, 56 oder 68.

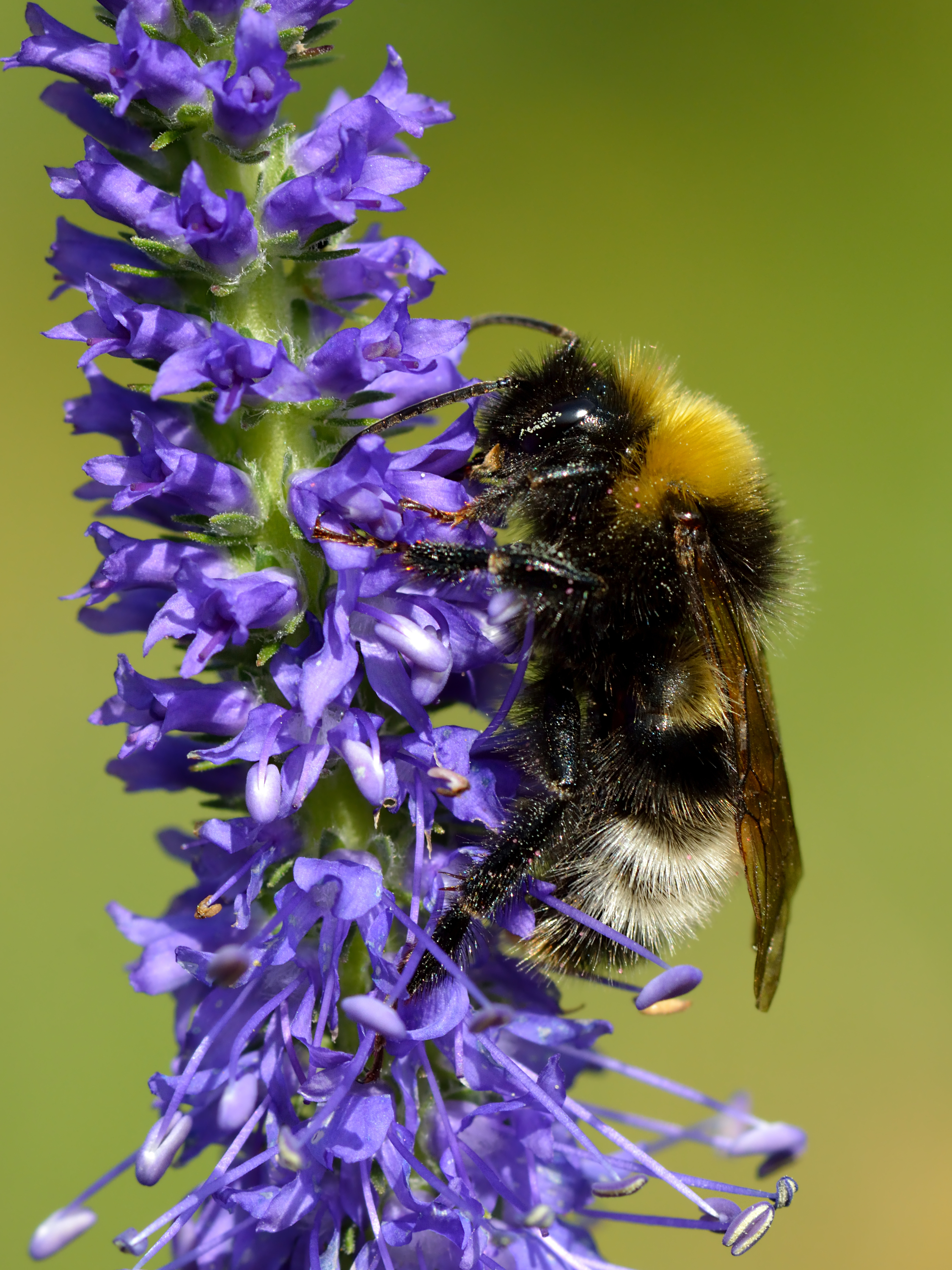
Blütenbesuch von Bombus norvegicus

## Ökologie
Der Ährige Ehrenpreis ist ein Hemikryptophyt und eine Halbrosettenpflanze oder ein krautiger Chamaephyt.
Die Bestäubung erfolgt durch Bienenverwandte, Falter und Zweiflügler. Nachbarbestäubung ist möglich.
Die Kapselfrüchte wirken als Wind- und Tierstreuer. Die Samen sind Lichtkeimer. Fruchtreife beginnt ab September.

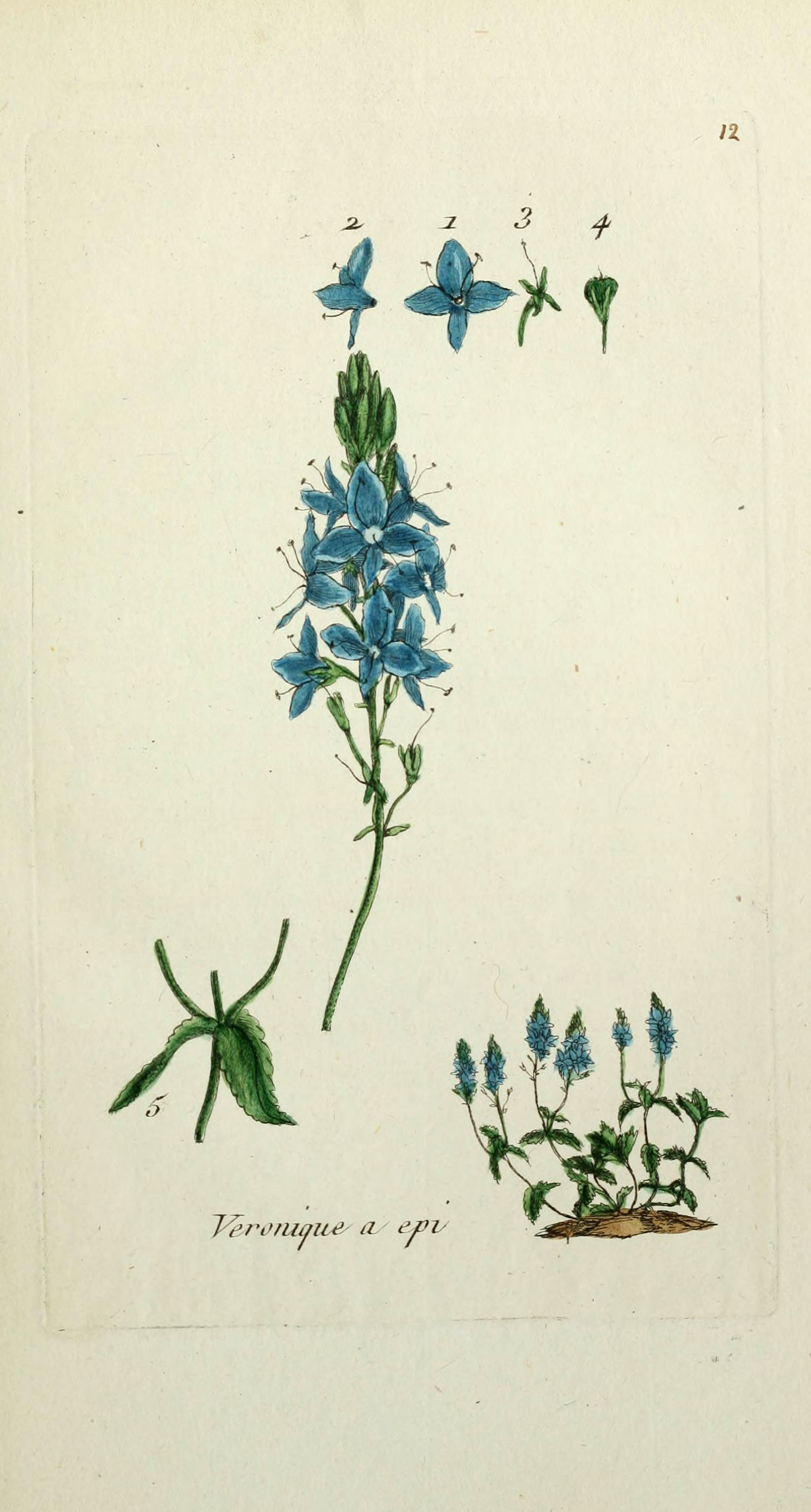
Illustration aus Flora Parisiensis, 1776, Tafel 12

## Vorkommen, Standort und Gefährdung
Veronica spicata ist eurasisch-kontinentales Florenelement, bei der Unterart Veronica spicata subsp. orchidea gemäßigt kontinental-ostmediterran. Als Fundorte werden Dänemark, Finnland, Norwegen, das Vereinigte Königreich, Deutschland, Österreich, die Schweiz, Italien, Frankreich, Spanien, Polen, Ungarn, die ehemalige Tschechoslowakei, das ehemalige Jugoslawien, Albanien, Bulgarien, Rumänien, die Türkei, Armenien, Aserbaidschan, Ciscaucasien, Dagestan, der westliche Teil des östlichen Sibiriens, das westliche Sibirien, Kasachstan, Kirgisistan, Belarus, die baltischen Republiken, Moldawien, der europäische Teil Russlands, die Ukraine (inklusive der Krim), und das nördliche Xinjiang angegeben.
In Deutschland befindet sich der Verbreitungsschwerpunkt im nordostdeutschen Tiefland; darüber hinaus ist diese Art nur sehr lückig in warmen Tieflagen verbreitet oder fehlt ganz.
In Österreich tritt der Ährige Ehrenpreis im pannonischen Gebiet zerstreut auf, sonst selten bis sehr selten. Die Vorkommen erstrecken sich auf alle Bundesländer außer Vorarlberg. In Salzburg sind nur unbeständige Vorkommen bekannt.
Der Ährige Ehrenpreis wächst in besonnten Trocken- und Magerrasen, auf Schotterflächen, Dünen, Felsköpfen und im Saum lichter, wärmebegünstigter Gebüsche. Die Standorte zeichnen sich durch trockene, nährstoffarme, basenreiche, oft kalkarme, humose Stein- oder Sandböden aus. Im pflanzensoziologischen System ist Ähriger Ehrenpreis eine Klassencharakterart der Schwingel-Steppen und Trespen-Rasen (Festuca-Brometea); die Unterart Veronica spicata orchidea gedeiht in wechseltrockenen Pfeifengras- und Halbtrockenrasen-Gesellschaften.
Die ökologischen Zeigerwerte nach Landolt et al. 2010 sind in der Schweiz: Feuchtezahl F = 1+ (trocken), Lichtzahl L = 4 (hell), Reaktionszahl R = 4 (neutral bis basisch), Temperaturzahl T = 3+ (unter-montan und ober-kollin), Nährstoffzahl N = 2 (nährstoffarm), Kontinentalitätszahl K = 5 (kontinental).
Die Art Veronica spicata ist nach der Bundesartenschutzverordnung „besonders geschützt“ und wird beispielsweise in der Roten Liste Deutschlands als „gefährdet“ eingestuft.

## Systematik und Verbreitung
Die Erstveröffentlichung von Veronica spicata erfolgte 1753 durch Carl von Linné in Species Plantarum, Tomus I, S. 10. Synonyme für Veronica spicata L. sind: Pseudolysimachion spicatum (L.) Opiz, Veronica barrelieri Schult., Veronica hololeuca Juz., Veronica orchidea Crantz.
Veronica spicata gehört zur Untergattung Pseudolysimachium in der Gattung Veronica. Die Gattung Ehrenpreis (Veronica) gehört heute zur Familie der Wegerichgewächse (Plantaginaceae); früher zur Familie der Braunwurzgewächse  (Scrophulariaceae) oder Veronicaceae.
Je nach Autor gibt es einige Unterarten (Auswahl):
- Veronica spicata L. subsp. spicata: Sie ist weitverbreitet.
- Veronica spicata subsp. fischeri (Trávn.) Albach: Sie kommt in Italien, im früheren Jugoslawien, in Ungarn, Rumänien und in der Slowakei vor.[9]
- Veronica spicata subsp. lanisepala (Travn.) Albach: Dieser Endemit kommt nur in Kroatien vor.[9]
- Veronica spicata subsp. viscosula (Klokov) Assejeva: Sie kommt nur in der Ukraine vor.[9]

Bei der Unterart Veronica spicata subsp. spicata (in Deutschland ist dies die einzige vorkommende Unterart) sind die Blätter matt, die Kronzipfel mehr oder weniger flach und die Blütenfarbe ist ein tiefdunkles Blau. Die Pflanzen bleiben mit maximal rund 30 Zentimetern relativ klein.

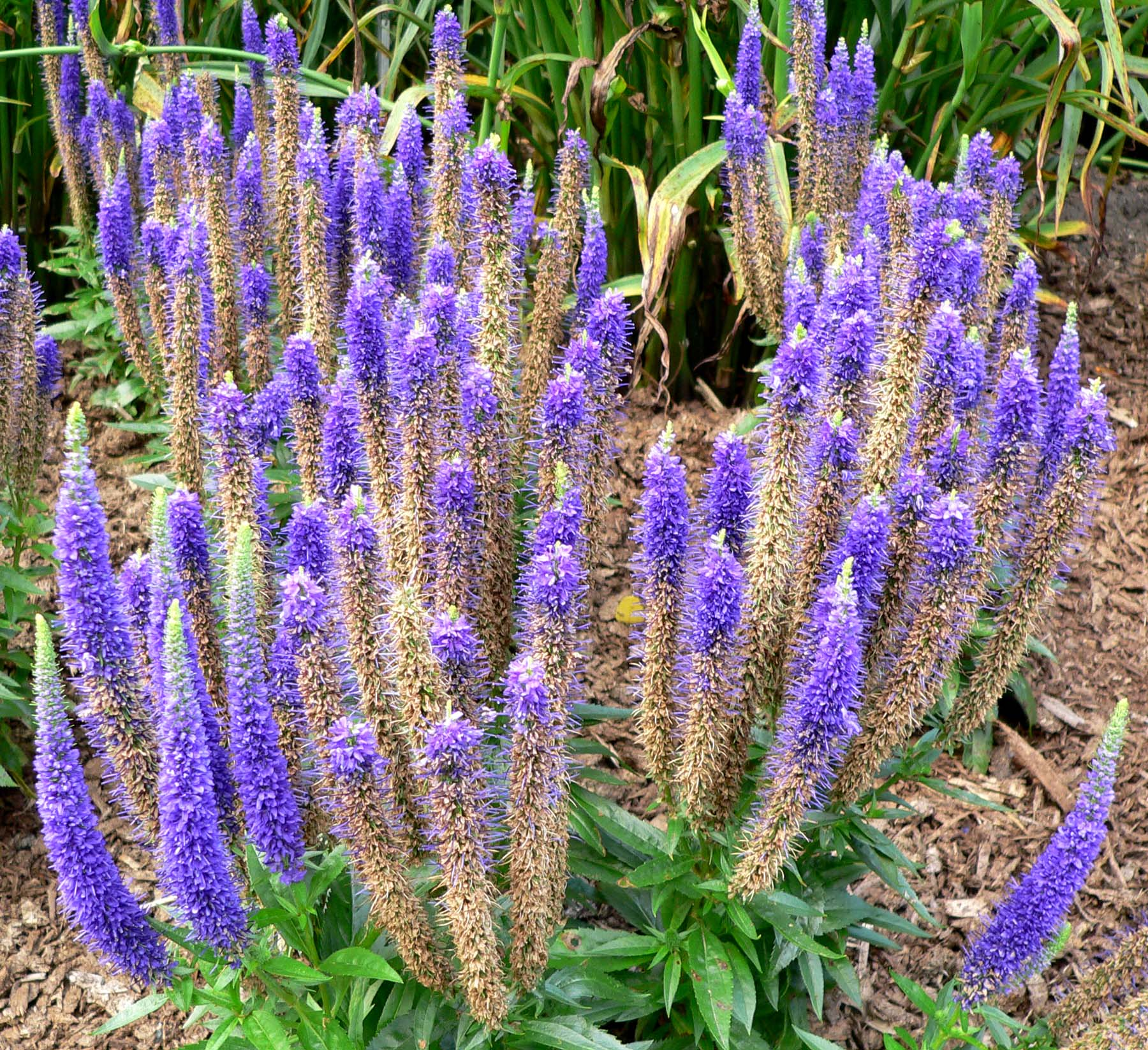
Die Gartenzuchtform ‘Glory’

Bei der Unterart Veronica spicata subsp. orchidea (die beispielsweise in Österreich vorkommt) sind die Blätter nur spärlich behaart und glänzend-ledrig, die unteren Kronzipfel sind schraubig gedreht und die Blütenfarbe ist ein Hellblau (bis Violett). Auch werden diese Pflanzen mit 30 bis 80 Zentimetern deutlich höher als die Nominatform. Sie wird von manchen Autoren als eigene Art angesehen: Veronica orchidea Crantz.

## Nutzung
Einige Sorten des Ährigen Ehrenpreis werden in den gemäßigten Gebieten als Zierpflanzen in Parks und Gärten verwendet.

## Verwechslungsmöglichkeit
Man beachte auch die relativ ähnliche verwandte Art Langblättriger Ehrenpreis (Veronica longifolia) Syn.: Langblättriger Blauweiderich (Pseudolysimachion longifolium), die allerdings meist an feuchten Standorten zu finden ist und deren Stängelblätter spitz zulaufend und am Rand scharf gesägt sind.

## Weiterführende Literatur
- G. B. Wilson, L. Houston, W. J. Whittington, R. N. Humphries: Biological Flora of the British Isles No. 213. Veronica spicata L. ssp. spicata and ssp. hybrida (L.) Gaudin (Pseudolysimachium spicatum (L.) Opiz). In: Journal of Ecology. Band 88, Nummer 5, 2000, S. 890–909, DOI:10.1046/j.1365-2745.2000.00501.x.
- Heinz Ellenberg: Zeigerwerte der Gefäßpflanzen Mitteleuropas. In: Scripta Geobotanica. Band 9. 2., verbesserte Auflage. Erich Goltze, Göttingen 1979.